# Cavitat pelviana
La cavitat pelviana és una cavitat corporal que està delimitada pels ossos de la pelvis. El seu sostre oblic és l'entrada pelviana (l'obertura superior de la pelvis). El seu límit inferior és el sòl pelvià. La cavitat pelviana conté principalment òrgans reproductors, la bufeta urinària, el còlon pelvià i el recte. En la femella, l'úter i la vagina ocupen l'espai entre aquestes vísceres. El recte es col·loca a la part posterior de la pelvis, en la corba del sacre i el còccix; La bufeta es troba davant, darrere de la símfisi púbica. La cavitat pelviana també conté grans artèries, venes, músculs i nervis. Aquestes estructures conviuen en un espai replè, i els trastorns d'un component pelvià poden afectar-ne un altre; per exemple, el restrenyiment pot sobrecarregar el recte i comprimir la bufeta urinària, o el part pot danyar els nervis púdics i després conduir a una debilitat anal.